# Рендинска крепост
Вижте пояснителната страница за други значения на Рендина.
Рендинската крепост (на гръцки: Κάστρο της Ρεντίνας) е средновековна крепост, чиито развалини се намират днес в Егейска Македония, Гърция, в дем Бешичко езеро (Волви) край самото Бешичко езеро.

## Местоположение
Крепостта се намира на хълм, непосредствено до Рендинската река, на западния вход на Рендинския пролом.

## История
На хълма са открити находки от епохата на Неолита. В югозападния сектор на крепостта са разкрити стени от сгради и укрепления, които от конструкцията и свързаните с тях находки са датирани към Елинистическата епоха. В подножието на хълма е разположен античният град Аретуса. Хълмът е обитаван до Късната античност, а около 450 година е издигнато първото укрепление, включващо резервоари за вода за нуждите на малък гарнизон. Крепостта има за цел да предпазва селището в подножието, а също така да наблюдава и контролира централната пътна артерия Виа Егнация и съответно придвижването на стоки и хора между Солун и Константинопол. Тя би могла да се отъждестви с крепостта Артемисион (Αρτεμίσιον), построена от император Юстиниан I (527 - 565) и спомената от споменат от Прокопий Кесарийски в съчинението му „За строежите“.
В X век стената е реконструирана и служи като укрепление за селище, основано през първите петдесет години на века. Крепостта е седалище на Литийската и Рендинска епископия. На акропола върху старата неизползвана цистерна е построена епископска базилика. До края на същия век няколко къщи са създадени и в Долния град по протежение на старата стена, следваща естествения наклон на терена. След това трето заграждение заобикаля селището от източната му, най-уязвима част, а на ръба му е издигната кула. Дървени останки вътре са датирани с въглерод 14 около 980 година.
След 1204 година селището е владение на латините от Солунското кралство, които изглежда установяват постоянен гарнизон, както се вижда от многото монети от този период, открити при разкопките. През 1242 година Йоан Ватаци, на път за Солун, овладява крепостта, като според Георги Акрополит латините я напускат без да я защитават. Рендинската крепост е в разцвет по време на Палеолозите. През XIII и XIV век информаци за жителите на Рендина се съдържат в актовите документи на манастирите на Света гора, в които се споменават имоти, мелници и къщи в областта. В първата половина на XIV век е построен кръстокуполен храм на източния край на крепостта, който е със забележителна керамична декорация. В XIV век Рендинската крепост е завладяна с капитулация от Йоан Кантакузин.
От средата на XIV век селището започва да запада. По времето на османското владичество Рендинската крепост губи своето стратегическо значение и турците изоставят местността и решават да се преместят в съседното село Бешик (Волви). В крепостта има живот до XVI век, съдейки по малкото открити монети и очевидно е било слабо земеделско селище.
В 1976 година започват археологически работи по крепостта, начело с Николаос Муцопулос.

## Описание
Първото укрепление на селището е датирано от средата на IV век и включва груба петоъгълна цитадела и заграждение, което затваря югозападната част на хълма. Достъпът е ставал през две порти: главната порта в западната част на стената, а вторичната в южната. Тясна портичка има и до западната порта. Вътре в замъка са изследвани две малки подземни цистерни, една в основата на кула до северозападния ъгъл на стената и друга в цитаделата, за осигуряване на вода за малкия гарнизон на защитниците на крепостта.
Това оригинално укрепление е обновявано поне още четири пъти в по-късни периоди. По времето на Юстиниан укреплението е укрепено във височина и към южния крак на стената е добавена полукръгла кула. Тогава е построен и големият резервоар на платото на акропола. През X век с преместването на седалището на епархията от Лити в Рендина и създаването на селището, стените както на Акропола, така и на Долния град са подсилени с правоъгълни кули в ъглите и на уязвимите места, които се нуждаят от подкрепа. Освен това тогава е построена триъгълна стена, която огражда част от хълма от източната страна, на челото на стръмните скали. Вътре в източната стена изглежда никога не е имало сгради. Вероятно тази стена е служила за събиране на стадата на жителите по време на обсада.
Шпилът на тази стена е вътрешно изпълнен с припокриващи се дървени рамки между насипи, чийто дървен материал е въглерод 14 е датиран около 980 година. Полуподземен покрит коридор от основата на кулата води до подземна цистерна с двойно преддверие, покрито с външно изградени куполи. Този резервоар събираше вода от близкия поток.
Тази кула не издържа дълго, защото мястото й е изключително стръмно. През XII век тя е изоставена, а с нея и двата клона на източната стена, така че хълмът от източната страна е защитен от две здрави стени, които се спускат към подножието на хълма от задната част на цитаделата. Тези здрави стени са били подсилени отвън чрез облицовка в малко по-късен период. Тогава може би южната порта на стената също е била премахната за по-голяма сигурност.
След 1204 година латините укрепват стената на цитаделата с ремонт на северната правоъгълна кула и северната външна стена, които са били поставени в относително непристъпна позиция. През XIII век, вероятно след превземането на крепостта от Йоан Ватаци в 1242 година, е построена нова цитадела на мястото, където двете силни двойни стени, които се спускат към страничните клонове на оригиналната източна ограда, се събрат в източната част на цитаделата.